# Aerotropismus
Aerotropismus je tropismus orientace živých organismů podle stimulace vzduchem, podráždění vzduchem, nebo s ohledem na vyšší obsah vzduchu. Je považován za zvláštní případ chemotropismu. Lze pozorovat ovlivnění růstu a vývoje rostliny vyšším nebo nižším obsahem vzduchu, a to beze změny místa (nelokomoční pohyb), například u kořenů v půdě při dlouhodobém zamokření kořeny prorůstají k povrchu. Aerotropismus lze pozorovat také u hyf hub.